# Voetbal in Liechtenstein
Voetbal in Liechtenstein bestaat uit een zevental voetbalclubs die allen in de Zwitserse competitie uitkomen, terwijl Liechtenstein zelf geen voetbalcompetitie kent. Daarnaast organiseert de Liechtensteinse voetbalbond het Liechtensteins voetbalelftal en de Liechtensteinse voetbalbeker.

## Voetbalclubs
De zeven clubs die deel uitmaken van het voetbal in Liechtenstein zijn:
- FC Balzers
- FC Triesen
- FC Triesenberg
- FC Vaduz
- USV Eschen/Mauren
- FC Ruggell
- FC Schaan

## Dominantie FC Vaduz
Het in het Zwitserse profvoetbal uitkomende FC Vaduz domineert al tijden het Liechtensteinse voetbal. De club won al 50 maal de Liechtensteinse beker. Daardoor neemt het vrijwel elk jaar deel aan Europees voetbal, voorheen aan de UEFA Cup en de UEFA Europa League, vanaf 2021 aan de UEFA Conference League. 
In 2008 wist het de Challenge League te winnen, daarmee promoveerde FC Vaduz voor het eerst in de geschiedenis naar het hoogste Zwitserse niveau, de Super League. Dit was tevens de eerste keer dat een Liechtensteinse club zou deelnemen aan de Super League. Het jaar daarop degradeerde de club weer naar het tweede niveau.
In de periode 2014-2017 kwam FC Vaduz ook uit in de Super League, evenals in het seizoen 2020/21.

## Europa
De winnaar van deze beker krijgt toegang tot de voorrondes van de UEFA Conference League (tot en met 2021 plaatsing voor de UEFA Europa League). Liechtenstein is het enige UEFA-lid zonder eigen competitie en het enige lid dat maar één plaats toegewezen krijgt in de Europese toernooien.
De Liechtensteinse vertegenwoordiger in Europa schopt het normaal gesproken niet verder dan de tweede of derde voorronde. In het Europese seizoen 2022/23 stuntte FC Vaduz in de kwalificatierondes door achtereenvolgens FC Koper (0-1 uit, 1-1 thuis), Konyaspor (1-1 thuis, 2-4 uit) en Rapid Wien (1-1 thuis, 0-1 uit) te verslaan. Daarmee werd het de eerste Liechtensteinse club ooit die zich kon plaatsen voor de groepsfase van een Europees toernooi. De dwergstaat is het kleinste onafhankelijke Europese land dat ooit een vertegenwoordiger had in een Europese groepsfase.
Liechtensteinse voetbalbond · Liechtensteins voetbalelftal · Liechtensteinse voetbalbeker

Clubs: FC Balzers · USV Eschen/Mauren · FC Ruggell · FC Schaan · FC Triesen · FC Triesenberg · FC Vaduz